# Brian Hill
Brian Alfred Hill (nacido el 19 de septiembre de 1947 en East Orange, Nueva Jersey) es un entrenador estadounidense de baloncesto que entrenó en la NBA entre 1993 y 2006. En ese periodo entrenó nueve temporadas a solo dos equipos, Orlando Magic y Vancouver Grizzlies, logrando con los Magic el mayor hito de su historia, el subcampeonato de 1995. 

## Biografía
Hill es un entrenador con más de 30 años de experiencia en los banquillos, entre instituto, universidad y profesionalismo. Brian ha sido técnico asistente en diferentes equipos, Atlanta Hawks, Orlando Magic, New Orleans Hornets y New Jersey Nets.
Su gran oportunidad llegó en el año 1993 cuando Orlando Magic le dio la oportunidad de ser el entrenador del equipo. En Florida vivió su mejor etapa como entrenador, y dejando la herencia del entrenador como más victorias en la franquicia como así indica su balance de 285-192. Desde la temporada 1993-94 hasta la temporada 1996-97 se mantuvo en Orlando, alcanzando los playoffs en las tres primeras temporadas de manera consecutiva y tocando el cielo con las Finales de la NBA de 1995. En ese periodo el equipo firmó un récord de 191-104 de la mano de Hill.
En la temporada 1995-96 cosechó 60 victorias, un récord que a día de hoy sigue vigente en la historia de Orlando Magic. Sin embargo, después de perder a la estrella del equipo, Shaquille O'Neal, en el mercado de agentes libres, el equipo entró en una fase de crisis que desembocó en la destitución de Brian Hill provocada por una rebelión liderada por la estrella Penny Hardaway, descontento con el técnico.
Tras su periplo en Orlando, Hill entrenaría, un año después, a Vancouver Grizzlies, franquicia con tres años de vida. Saldó su primera temporada con un pobre 19-63. Peor le fue en su segunda campaña, en la temporada del lockout acabó con 8-42. En su tercera campaña, en la temporada 1999-00 fue destituido tras un flojo inicio de 4 victorias y 18 derrotas. Después de Vancouver, estuvo en New Jersey Nets de técnico asistente, antes de regresar a Orlando Magic en la temporada 2005-06. No obstante, su paso de nuevo por Orlando no fue tan productivo como el primero, y firmó un 36-46 en aquella campaña y un 40-42 en la siguiente, insuficientes para alcanzar playoffs. Otis Smith, General Mánager de Orlando, cesó al técnico al finalizar la temporada.
Hill, graduado en el Kennedy College en Nebraska, tiene dos hijos. Su hija tiene fibrosis quística, y Hill ha apoyado investigaciones acerca de esta enfermedad, además de apoyar a la Cystic Fibrosis Foundation y a dar conferencias sobre esta enfermedad. Actualmente, Hill y su esposa viven en Orlando, Florida.

## Estadísticas como entrenador
| Equipo    | Año     | P  | V   | D   | V–D% | Finalizado      | PP | VP | DP | PV–D% | Resultado                     |
| --------- | ------- | -- | --- | --- | ---- | --------------- | -- | -- | -- | ----- | ----------------------------- |
| Orlando   | 1993-94 | 82 | 50  | 32  | .610 | 2º en Atlantic  | 3  | 0  | 3  | .000  | Pierde en Primera ronda       |
| Orlando   | 1994-95 | 82 | 57  | 25  | .695 | 1º en Atlantic  | 21 | 11 | 10 | .524  | Pierde en Finales NBA         |
| Orlando   | 1995-96 | 82 | 60  | 22  | .732 | 1º en Atlantic  | 12 | 7  | 5  | .583  | Pierde Finales de Conferencia |
| Orlando   | 1996-97 | 49 | 24  | 25  | .490 | (despedido)     | —  | —  | —  | —     | —                             |
| Vancouver | 1997-98 | 82 | 19  | 63  | .232 | 6º en Midwest   | —  | —  | —  | —     | No playoffs                   |
| Vancouver | 1998-99 | 50 | 8   | 42  | .160 | 7º en Midwest   | —  | —  | —  | —     | No playoffs                   |
| Vancouver | 1999-00 | 22 | 4   | 18  | .182 | (despedido)     | —  | —  | —  | —     | —                             |
| Orlando   | 2005-06 | 82 | 36  | 46  | .439 | 3º en Southeast | —  | —  | —  | —     | No playoffs                   |
| Orlando   | 2006-07 | 82 | 40  | 42  | .488 | 3º en Southeast | 4  | 0  | 4  | .000  | Pierde Primera ronda          |
| Total     | Total   |    | 673 | 298 | 315  | .486            |    | 40 | 18 | 22    | .450                          |